# Pirodiserbo
Il pirodiserbo è una pratica agronomica di controllo fisico diretto delle infestanti usata per eliminare piante nocive da terreni agricoli facendo ricorso al fuoco. 

## Tecnica
Il pirodiserbo si effettua con calore secco o umido, prodotto con diversi metodi tra cui onde elettromagnetiche, elettricità, vapore acqueo o energia termica, nelle varie forme di fiamma libera e raggi infrarossi. La tecnica di generazione del calore tramite fiamma diretta è attualmente la più diffusa. L'attrezzatura realizzata per il pirodiserbo può essere di tipo semplice, cioè ad azionamento manuale (a spalla o a carriola), oppure più complessa, portata da una trattrice e collegata all'attacco a tre punti, oppure semovente.
L'azione del pirodiserbo è legata allo shock termico provocato sulle infestanti dal rapido passaggio della fiamma o di un'altra fonte di calore. Il principio sul quale si basa il pirodiserbo è quello di provocare il veloce innalzamento della temperatura all'interno dei tessuti della pianta da eliminare, provocando la distruzione delle membrane cellulari e la coagulazione delle proteine. Vengono in tal modo alterati i sistemi di controllo degli scambi ionici e gassosi ed i meccanismi nutritivi dei tessuti vegetali, con conseguente morte della pianta in 1-3 giorni, a seconda delle condizioni climatiche, delle specie trattate e del loro stadio fenologico.
Per ottimizzare tale intervento la fiamma viene regolata in modo da scottare le piante fino al colletto in modo da impedirne la ricrescita. La devitalizzazione delle cellule vegetali si verifica, nelle piante agli stadi giovanili (cotiledonari-1 o 2 foglie), già a temperature di 90-95 °C, in un tempo di 0,1 secondi, mentre, nelle piante più sviluppate, necessita di temperature di 110-120 °C, per la durata di quasi 1 secondo. La sensibilità al calore varia, altresì, da specie a specie, in base allo stadio fenologico e alle caratteristiche morfologiche. In generale il pirodiserbo esercita un'azione molto più elevata sulle piante annuali, a foglia larga, che nelle graminacee. 
Il passaggio della fiamma è rapido, e al contrario del semplice incenerimento non brucia completamente le piante. L'efficacia dell'incenerimento d'altra parte non è elevata. Basti pensare alla pratica usata nei prati incolti di bruciare le sterpaglie rinsecchite: l'erba su tali superfici spunta più verde e rigogliosa perché concimata dalla cenere (composta soprattutto da sali minerali e azoto) e perché non resta ombreggiata dalle sterpaglie. Il pirodiserbo risolve in parte questi problemi, anche se l'efficacia di tale pratica è assai variabile in funzione della specie e dell'età della pianta.

## Applicazioni
Il pirodiserbo trova applicazione nelle colture erbacee di pieno campo, quali il mais e le orticole, per la lotta alle infestanti, nelle colture arboree, per il controllo della flora spontanea, la spollonatura e la sterilizzazione dei residui colturali da inoculi di agenti patogeni e, infine, nelle aree extra-agricole (aree verdi, parchi, giardini, strade, ferrovie, ecc.) per il controllo delle infestanti.

## Successo
La tecnica del pirodiserbo non ha, fino ad oggi, riscosso un successo applicativo paragonabile a quello di altri mezzi di lotta alternativi al diserbo chimico, quali ad esempio lo sfalcio e la pacciamatura, nonostante il suo lungo processo evolutivo. Le ragioni della limitata affermazione di questa tecnica di lotta alle piante infestanti sono principalmente legate ai vari aspetti negativi che si contrappongono ai pur numerosi vantaggi derivanti dalla sua applicazione. Il pirodiserbo è un mezzo di lotta fisico privo di residui pericolosi per la salute umana e dall'impatto ambientale relativamente basso, con la sola eccezione della produzione di vapore acqueo e di CO2. Il trattamento termico ha una buona azione di devitalizzazione delle piante infestanti nelle prime fasi di crescita e un effetto complementare contro i patogeni fungini presenti nei residui colturali. Tra gli aspetti negativi del pirodiserbo sono da considerare, ad esempio, la limitata efficacia nei confronti delle graminacee e, in genere, delle malerbe oltre lo stadio di 2-4 foglie, la pressione selettiva esercitata nei confronti delle specie tolleranti al trattamento termico, le difficoltà di utilizzazione delle attrezzature a fiamma in prossimità di piante utili sensibili o in presenza di vegetazione secca, i costi elevati d'esercizio e la ridotta capacità operativa.